# Ana Maria Tavares
Ana Maria da Silva Araújo Tavares (Belo Horizonte, 1958) é uma artista plástica brasileira, que vive e trabalha em São Paulo.

## Biografia
Ana Maria iniciou sua formação na Escola de Belas Artes da Universidade Federal de Minas Gerais e depois se graduou em  Artes Plásticas pela Fundação Armando Álvares Penteado (FAAP), em São Paulo em 1982, onde foi professora de desenho entre 1982 e 1984.
Mestre pela School of the Art Institute of Chicago (1984-86) e doutora pela Universidade de São Paulo (1995-2000). Ganhou as bolsas de pesquisa Guggenheim Foundation Grant (NY 2001); Ida Ely Rubin Artist-in-Residence at MIT (Massachusetts 2007); Lynette S. Autrey Visiting Scholars do Humanities Research Center of the Rice University (Houston 2014). Ensina arte desde 1982 e no período entre 1993 e 2017 foi docente da Escola de Comunicações e Artes da Universidade de São Paulo, onde atualmente colabora no Programa de Pós Graduação.
Trabalha em diversas mídias e materiais e suas obras estabelecem um diálogo critico em relação ao design e à arquitetura. Suas obras têm sido extensivamente expostas e representadas em coleções do Brasil e internacionalmente. Dentre as mais relevantes destacam-se: Bienal Internacional de Arte de São Paulo (1983, 1987, 1991 e 2000); VII Bienal de la Habana (2000); Istanbul Biennial (2001); New Museum of Contemporary Art (New York, 2003); Royal College of Art (London, 2003); Schirn Kunsthalle (Frankfurt, 2003); Akademie der Künste (Berlin, 2003); 21st Century Museum of Contemporary Art (Kanasawa, Japan, 2004); San Diego Museum of Art (USA, 2005); Singapore Biennial (2006); The Vleeshal, Museu Kröller-Müller e Sonsbeek_10 (Holland, 2001, 2008); Toyota Municipal Museum of Art (Japan, 2008); Hiroshima City Museum of Contemporary Art (2009); Art Tokyo (2009); Yerba Buena Center for the Arts (San Francisco, 2009); Frist Center for the Arts (Nashville, 2013); Sicardi Gallery (Houston, 2014); Berlin Gallery-Weekend (2015); Pinacoteca do Estado (São Paulo 2016-2017); Perez Museum (Miami 2017).
Interessada na conceituação de obras como “armadilhas para os sentidos” sua produção resulta da inter-relação entre vários materiais e linguagens visuais –vídeo, peça sonora, objeto e instalação. A partir de uma intensa pesquisa de meios, processos e técnicas, as obras tencionam processos industriais com artesania e interrogam as implicações políticas, econômicas e sociais, mais especificamente, sobre gênero, raça e alteridade no contexto da arquitetura modernista brasileira –questões comumente ignoradas nas visões que celebram o modernismo no Brasil. Natureza tropical e arquitetura, presentes na articulação conceitual das obras por meio do pensamento dos arquitetos modernistas, figuram como centro de suas investigações a partir dos anos 1990.
Desde 1982 a artista participa de exposições no Brasil e no exterior e está presente em várias coleções nacionais e internacionais. No Lugar Mesmo: uma antologia de Ana Maria Tavares (2016-2017), exposição idealizada para a Pinacoteca do Estado de São Paulo, recebeu o prêmio APCA de Melhor Retrospectiva 2016.
Sua obra pertence a várias coleções nacionais e internacionais tais como Kröller Müller Museum, Holland; FRAC-Haute Normandie (Fonds Régional d’Art Contemporain), France; Fundação de Serralves, Portugal; Culturgest, Portugal; Fundação Arco, Spain; Museum of Fine Arts Houston, USA; Pinacoteca do Estado de São Paulo; Museu de Arte Contemporânea da USP; Museu de Arte Moderna de São Paulo; Museu de Arte de Brasília; Coleção de Arte da Cidade de São Paulo.

Nas anotações da artista, publicado no catálogo da exposição Atlântica Moderna: Purus e Negros, a artista afirma:
“Em minha produção, o entendimento de que natureza tropical e arquitetura são construções ideológicas no centro da tríade modernismo, modernidade e modernização, conduz a conceituação de obras que interrogam as implicações políticas, econômicas e sociais do movimento moderno no Brasil. Trazendo para o mundo da arte a cumplicidade entre o espaço construído e a utopia da Eugenia que a historiadora Fabíola Lopez-Durán desenvolve em sua pesquisa, minha obra perpassa as dicotomias da modernidade – progresso e atraso, beleza e feiura, e pureza e contaminação.”
Em 2016 a Pinacoteca de São Paulo fez uma retrospectiva de seu trabalho intitulada No Lugar Mesmo: Uma Antologia de Ana Maria Tavares. A mostra recebeu o Prêmio de Melhor Retrospectiva, pela Associação Paulista de Críticos de Artes (APCA), e englobava uma seleção de 160 obras realizadas pela artista de 1982 até então.
Seu trabalho pode ser encontrado em diversas galerias dentro e fora do país, dentre elas a Galeria Vermelho, em São Paulo, onde ela fez sua exposição Rotações em 2018  e nos Estados Unidos na Sicardi Gallery,Texas.

## Prêmios
2016 - Associação Paulista de Críticos de Arte: Prêmio Melhor Retrospectiva. São Paulo
1991 - Prêmio Cidade de Ribeirão Preto 16º SARP Casa da Cultura. Ribeirão Preto
1990 - Prêmio Brasília de Artes Plásticas 1990. MAB Museu de Arte de Brasília
1987 -  Prêmio Artista Revelação 1987. APCA - Associação Paulista de Críticos de Arte. São Paulo

## Exposições

### Exposições individuais
2018 - Rotações Infinitas – Galeria Vermelho – São Paulo - Brasil
2016 - No Lugar Mesmo: Uma Antologia de Ana Maria Tavares - Pinacoteca do Estado de São Paulo – São Paulo - Brasil
2016 - Forgotten Mantras – Galeria Silvia Cintra – Rio de Janeiro – Brasil
2015 - Deviating Utopias with Victoria Regias - Rolls-Royce Studio – Berlim - Alemanha
2015 - Deviating Utopias from Paxton to Burle Max (from the Social Hieroglyphs series) – Galerie Stöckle Hauser – Stuttgart – Alemanha
2015 - Cárceres a duas vozes: Piranesi e Ana Maria Tavares – Museu Lasar Segall – São Paulo – Brasil
2015 - Sinfônia Tropical para Loos – Galeria Vermelho – São Paulo - Brasil
2014 - Atlântica Moderna: Puros e Negros – Museu Vale – Vila Velha - Brasil
2014 - Euryale Amazonica – Sicardi Gallery – Houston - EUA
2013 - Natural Natural: Paisagem e Artifício - Centro Cultural Banco do Nordeste – Juazeiro do Norte – Brasil
2013 - Ana Maria Tavares: Desviating Utopias - Frist Center for the Visual Arts - Nashville – EUA
2013 - Natural Natural: Paisagem e Artifício - Centro de Arte e Cultura Dragão do Mar - Fortaleza – Brasil
2013 - Tautorama – Paço das Artes – São Paulo - Brasil
2011 - Desviantes – Galeria Silvia Cintra – Rio de Janeiro – RJ - Brasil
2011 - Desviantes – Galeria Vermelho – São Paulo – SP – Brasil
2010 - Paisagens Perdidas (Para Lina Bo Bardi) – Galeria Vermelho – São Paulo - Brasil
2008 - Ana Maria Tavares - Schusev State Museum of Architecture – Moscou - Rússia
2008 - Fortuna e Recusa ou UKYIO-E (a imagem de um mundo flutuante) – Galeria Vermelho – São Paulo - Brasil
2008 - Crystal Waters - Kröller-Müller Museum – Otterlo - Holanda
2005 - Paisagem para Exit II – Culturgest – Porto - Portugal
2004 - Enigmas de uma Noite com Midnight Daydreams - Instituto Tomie Ohtake - São Paulo - Brasil
2004 - Noturnos (da série Caça-Palavras) –Centro Cultural São Paulo [CCSP] - São Paulo - Brasil
2002 - Entrückte Körper_GRU/TXL - Galerie Vostell – Berlim - Alemanha
2002 - Numinosum - Galeria Brito Cimino - São Paulo - Brasil
2001 - Middelburg Airport Lounge with Parede Niemeyer - De Vleeshal – Middelburg - Holanda
2001 - Numinoso - De Kabineeten van de Vleeshal - Middelburg - Holanda
2000
- Projeto Zona Instável - Pavilhão das Cavalariças - Escola de Artes Visuais do Parque Lage - Rio de Janeiro - Brasil
- Estação II - Centro Universitário Mariantonia - São Paulo - Brasil
1998       
- Relax’o’visions – Museu Brasileiro da Escultura [MUBE] -  São Paulo - Brasil
1997       
- Porto Pampulha - Museu de Arte da Pampulha - Belo Horizonte - Brasil
1996       
- Rotatórias - Galeria Millan - São Paulo - Brasil
1994       
- Chicotes - Paço Imperial - Rio de Janeiro - Brasil
1993       
- Chicotes - Gabinete de Arte Raquel Arnaud - São Paulo - Brasil
1990       
- Ana Maria Tavares - Gabinete de Arte Raquel Arnaud - São Paulo - Brasil
1986       
- Ana Maria Tavares - Superior Street Gallery – Chicago - USA
1982       
- Objetos e Interferências - Pinacoteca do Estado de São Paulo – São Paulo – Brasil

### Exposições coletivas
2019
- Passado/Futuro/Presente: Arte contemporânea brasileira no acervo do Museu de Arte Moderna de São Paulo. Museu de Arte
Moderna de São Paulo [MAM SP], São Paulo, Brasil
- A vida não é só a praticidade das coisas - Galeria Silvia Cintra + Box4 - Rio de Janeiro - Brasil
- Contra a Abstracção, Obras da Coleção CGD - Centro de Arte Oliva - João da Madeira – Portugal
2018
- Contra a Abstracção, Obras da Coleção CGD - Centro de Artes e Cultura de Ponte de Sor - Ponte de Sor – Portugal
- Arte tem gênero? Mulheres na Coleção de Arte da Cidade - Centro Cultural São Paulo - São Paulo - Brasil
2017
- Mulheres na coleção do MAR – Museu de Arte do Rio [MAR] – Rio de Janeiro – Brasil
- MAM 70: MAM e MAC USP – Museu de Arte Moderna (MAM SP) – São Paulo - Brasil
- Potência e Adversidade. Arte da América Latina nas coleções em Portugal - Museu de Lisboa – Lisboa – Portugal
- A Intenção e o Gesto / 6º Prêmio Marcantonio Vilaça CNI/SESI/SENAI, Museu Brasileiro da Escultura e Ecologia (MUBE) - São Paulo; Espaço Cultural Marcantonio Vilaça – Brasília; Museu de Arte Contemporânea - Goiânia; Museu da Indústria - Fortaleza – Brasil
- Past/Future/Present: Contemporary Brazilian Art from the Museum of Modern Art, São Paulo - Phoenix Art Museum – Phoenix – EUA
- Spots, Dots, Pips, Tiles: An exhibition about dominoes - Pérez Art Museum Miami – Miami - EUA
2016
- Spots, Dots, Pips, Tiles: An exhibition about dominoes - Hunter East Harlem Gallery – Nova Iorque - EUA
- Coletiva – Galeria Vermelho – São Paulo – Brasil
- O Útero do Mundo – Museu de Arte Moderna (MAM) – São Paulo – Brasil
- Clube da Gravura: 30 anos – Museu de Arte Moderna (MAM) – São Paulo – Brasil
- Quando o tempo aperta – Museu Histórico Nacional – Rio de Janeiro - Brasil
- Notícias de um novo MUBE: arquitetura e paisagem urbana – MUBE – São Paulo – Brasil
- Quando o tempo aperta - Palácio das Artes - Fundação Clóvis Salgado – Belo Horizonte - Brasil
2015
- Retrospectiva  25 anos do Programa de Exposições CCSP - Centro Cultural São Paulo (CCSP) - São Paulo - Brasil
- Lineas de La Mano – Siccard Gallery – Houston - EUA
2014
- Afetividades Eletivas - Centro Cultural Minas Tênis Clube – Belo Horizonte – Brasil
- Colección IX. Colección Fundación ARCO – Centro de Arte Dos de Mayo – Madri – Espanha
- Acervo em Plástico da Pinacoteca: problemáticas de conservação e reparo - Pinacoteca do Estado - São Paulo - Brasil
- Josephine Baker e Le Corbusier no Rio – Um Caso Transatlântico – Museu de Arte do Rio (MAR) – Rio de Janeiro – Brasil
- Pintura como meio – MAC USP – Parque do Ibirapuera – São Paulo – Brasil
- 140 Caracteres – Museu de Arte Moderna [MAM SP] – São Paulo – Brasil
2013
- Brasil Vívido – Sotheby’s – Nova York – EUA
- MAC 50: doações recentes 1 – Museu de Arte Contemporânea [MAC Ibirapuera] – São Paulo – Brasil
- Circuitos Cruzados: o Centre Pompidou encontra o MAM – Museu de Arte Moderna [MAM SP] – São Paulo - Brasil
2012
- Exposição 05+50 MARP 20 ANOS - Museu de Arte de Ribeirão Preto - Ribeirão Preto - Brasil
2011
- Mulheres, Artistas e Brasileiras – Salão Oeste do Palácio do Planalto – Brasília - Brasil
2010
- Livre Tradução – Galeria Vermelho – São Paulo - Brasil
- Tékhne – Fundação Armando Álvares Penteado [FAAP] - São Paulo - Brasil
- Tudo o que é sólido dissolve-se no ar: o social na Colecção Berardo - Museu Colecção Berardo - Lisboa - Portugal
2009
- After Utopia - Museo Centro Pecci - Prato - Itália
- When Lives Become Form: Creative Power from Brazil - Yerba Buena Center for the Arts - San Francisco - EUA
- Unity - Kröler-Müller Museum - Otterlo - Holanda
- Outros Passatempos - SESC Vila Mariana - São Paulo - Brasil
- Atenção: Estratégias Para Perceber a Arte – Museu de Arte Moderna [MAM SP] – São Paulo - Brasil
- When Lives Become Form: Creative Power from Brazil - Hiroshima City Museum of Contemporary Art – Hiroshima - Japão
2008
- Nature, space and time - recent acquisitions - Kröller-Müller Museum – Otterlo - Holanda
- When Lives Become Form: Creative Power from Brazil - Museum of Contemporary Art - Tóquio - Japão
- Verbo 2008 – Galeria Vermelho – São Paulo - Brasil
- Blooming_Brasil-Japão - O_seu_lugar - Toyota Municipal Museum of Art - Província de Aichi – Japão
- Espelhos: Reflexos e Reflexões - Galeria Marilia Razuk - São Paulo - Brasil
- PROCEDENTE - MAP: Novas Aquisições - Museu de Arte da Pampulha - Belo Horizonte - Brasil
- Sonsbeek 2008: Grandeur - Sonnsbeek Park - Arnhem - Holanda
- Quando vidas se tornam forma – Museu de Arte Moderna [MAM SP] – São Paulo - Brasil
- Heteronímia-Brasil – Museo de América – Madri - Espanha
- Quase líquido – Instituto Itaú Cultural – São Paulo – Brasil
- O desenho e seus papéis: Alguns aspectos do desenho contemporâneo brasileiro - SESC Pinheiros – São Paulo – Brasil
2007
- 80/90 Modernos - Pós-Modernos Etc - Instituto Tomie Ohtake - São Paulo - Brasil
2006
- Singapore Bienalle 2006: Belief - Cingapura
- Manobras Radicais –Centro Cultural Banco do Brasil [CCBB] - São Paulo - Brasil
- Paralela 2005 - Pavilhão Armando Arruda Pereira - São Paulo - Brasil
- MAM na Oca - Oca - São Paulo - Brasil
- Seis Séculos de Arte Gráfica – Centro Cultural Banco do Brasil [CCBB]  - São Paulo - Brasil
2005       
- Farsites: Urban Crisis and Domestic Symptoms in Recent Contemporary Art - The San Diego Museum of Art - San Diego - EUA
2004       
- The Encounters in the 21st Century: Polyphony – Emerging Resonances - 21st Century museum of Contemporary Art – Kanazawa -Japão
2003       
- Conceptualisms: Zeitgenossische Tendenzen in Musik, Kunst und Film - Akademie der Kunste – Berlim -Alemanha
- Auf Eigene Gefahr/At your Own Risk - Schirn Kunsthalle – Frankfurt - Alemanha
- The Straight or Croocked Way - Royal College Of Art – London – Inglaterra
- Living Inside the Grid - The New Museum of Contemporary Art - New York - EUA
- Layers of Brazilian Art - Faulkner Gallery at Grinnell College – Grinnell - EUA
- 2080 – MAM-SP – Museu de Arte Moderna [MAM SP] – São Paulo - Brasil
2002       
- Arte Cidade Zona Leste - SESC Belenzinho - São Paulo - Brasil
- Estratégias para Deslumbrar –Museu de Arte de Contemporânea [MAC USP] - São Paulo - Brasil
- Arte Brasileira Contemporânea - Centro Dragão do Mar de Arte e Cultura – Fortaleza - Brasil
- Coleção Metrópolis de Arte Contemporânea - Pinacoteca do Estado - São Paulo - Brasil
2001       
- Políticas de la Diferencia. Arte iberoamericano fin de siglo - Museo de Arte Latinoamericano de Buenos Aires [MALBA] - Buenos Aires - Argentina
- Côte à Côte - Art Contemporain du Brésil – Musée d’art contemporain – Bordeaux - França
- 7a Bienal internacional de Istambul: Ego Fugal - Istambul – Turquia
- Políticas de la Diferencia. Arte iberoamericano fin de siglo - Centro de Convenções de Pernambuco – Recife - Brasil
- Em Busca da Identidade - Galleria Comunale D’ Arte Moderna – Bologna - Itália
- Bienal 50 Anos - Fundação Bienal de São Paulo - São Paulo - Brasil
- Arte Contemporânea Brasileira - Museo de Arte Moderno de Buenos Aires, Buenos Aires, Argentina
- Em Busca da Identidade, Rupertinum - Museum für moderne und zeitgenössische Kunst – Salzburg - Áustria
2000
- Obra Nova - Museu de Arte de Contemporânea [MAC USP] – São Paulo - Brasil
- 7a  Bienal de la Habana: Una más acerca del otro – Havana - Cuba
- Em Busca da Identidade - Ursula Blickle Stiftung – Kraichtal - Alemanha
- PR’ [Intervenciones múltiples – multiples intervenciones] - San Juan - Porto Rico
- XXVI Bienal de Arte de Pontevedra: O Espaço como Projeto – O Espaço como Realidade - Pazo da Cultura - Pontevedra - Espanha
- Escultura Brasileira na Luz - Pinacoteca do Estado - São Paulo - Brasil
- Panorama de Arte Brasileira - Centro Dragão do Mar de Arte e Cultura – Fortaleza - Brasil
- Entre a Arte e o Design: Acervo do MAM – Museu de Arte Moderna [MAM SP] – São Paulo - Brasil
- III - Galeria Brito Cimino - São Paulo - Brasil
- Panorama de Arte Brasileira - Museu de Arte Contemporânea [MAC  Niterói]  – Niterói - Brasil
1999
- II Semana Fernando Furlanetto de Fotografia - Teatro Municipal - São João da Boa Vista - Brasil
- Território Expandido - Prêmio Multicultural Estadão - SESC Pompéia - São Paulo - Brasil
- Enigmas - Galeria Brito Cimino - São Paulo - Brasil
- Panorama de Arte Brasileira – Museu de Arte Moderna [MAM SP] – São Paulo - Brasil
- Parallèle Brito Cimino/FIAC - Galeria Brito Cimino - São Paulo - Brasil
1998       
- Arte Brasileira no Acervo do MAM-SP – Museu de Arte Moderna [MAM SP] – São Paulo - Brasil
- Horizonte Reflexivo - Centro Cultural Light - Rio de Janeiro - Brasil
- Seleção Galeria Brito Cimino - São Paulo -Brasil
- City Canibal - Paço das Artes - São Paulo - Brasil
- Doações Recentes – MAM-SP – Museu de Arte Moderna [MAM SP] – São Paulo - Brasil
1997
- Ao Cubo - Paço das Artes - São Paulo - Brasil
- ES 97 Tijuana - Centro Cultural de Tijuana - Tijuana - México
- Diversidade da Escultura Brasileira Contemporânea - Instituto Cultural Itaú - São Paulo - Brasil
1996       
- Otros Espacios: a Rádio - Rádio de Vigo – Vigo - Espanha
- O Metal e suas LigaAções - SESC Pompéia - São Paulo - Brasil
- Doações Recentes – Museu de Arte Moderna [MAM SP] – São Paulo - Brasil
- Non existen los limites - Maternidade Matarazzo - São Paulo - Brasil
- Arte no Espaço Urbano: Quinze Propostas - Palácio do Itamaraty e Fundação Athos Bulcão – Brasília - Brasil
1995       
- Chicotes - Paço Imperial - Rio de Janeiro - Brasil
- United Artists - Casa das Rosas - São Paulo - Brasil
- O Objeto Gravado - Fundação Cultural de Curitiba - Curitiba - Brasil
- Entre o Desenho e a Escultura  – Museu de Arte Moderna [MAM SP] – São Paulo - Brasil
- Arte na Cidade - Biblioteca Santa Mônica - UFU – Uberlândia - Brasil
1994       
- Pequeño Formato LatinoAmericano - Luigi Marrozzini Gallery - San Juan - Puerto Rico
- Coletiva de Escultura - Espaço Namour - São Paulo - Brasil
- Bienal Brasil Século XX – Fundação Bienal de São Paulo - São Paulo - Brasil
1993       
- Ultramodern: The Art of Contemporary Brazil - National Museum for Women in the Arts - Washington DC - EUA
1992       
- Encounters, Los Encuentros, Os Encontros - The Betty Rymer Gallery – Chicago - EUA
1991       
- 21ª Bienal Internacional de São Paulo – Pavilhão da Bienal de São Paulo - São Paulo - Brasil
- 16º Salão de Arte de Ribeirão Preto - Ribeirão Preto  - Brasil
- Montagens Ambientais - Centro Cultural da UFMG - Belo Horizonte - Brasil
- Panorama Atual da Arte Brasileira – Escultura  –Museu de Arte Moderna [MAM SP] – São Paulo - Brasil
- Arte Brasileña: La Nueva Generación - Fundacíon Museo de Bellas Artes – Caracas - Venezuela
- Formas Tridimensionais: A Questão Orgânica - Museu Municipal de Arte de Curitiba - Curitiba  - Brasil
1990       
- Prêmio Brasília de Artes Plásticas - Museu de Arte de Brasília - Brasília - Brasil
- Apropriações - Paço das Artes - São Paulo - Brasil
1989       
- Perspectivas Recentes –Centro Cultural de São Paulo [CCSP]  -  São Paulo - Brasil
- 11º Salão Nacional de Artes Plásticas - FUNARTE - Rio de Janeiro - Brasil
- Arte Híbrida - Galeria Rodrigo Mello Franco de Andrade - Rio de Janeiro - Brasil
- Espaço Cultural Banco Francês e Brasileiro - Porto Alegre - Brasil
1988
- 13º Salão de Arte Contemporânea de Campinas - Museu de Arte Contemporânea José Pancetti  – Campinas - Brasil
- Modernidade, Arte Brasileira do Século XX –Museu de Arte Moderna [MAM SP] – São Paulo - Brasil
- Formas Tridimensionais – Museu de Arte Moderna [MAM SP] – São Paulo - Brasil
1987       
- Modernité, Art Bresiliènne du XX Siècle, Musée d’Art Moderne de la Ville de Paris - Paris  - França
- 19ª Bienal Internacional de São Paulo - Pavilhão da Bienal de São Paulo – São Paulo - Brasil
1986       
- Caminhos do Desenho Brasileiro - Museu de Arte do Rio Grande do Sul [MARGS] - Porto Alegre - Brasil
- Projeto Vermelho  – Museu de Arte Brasileira [MAB] - São Paulo - Brasil
- Desenho Contemporâneo Brasileira - Galeria Rodrigo M. Frando de Andrade - Rio de Janeiro - Brasil
- Fellowship Show - The School of The Art Institute of Chicago – Chicago - EUA
- Inaugural Master of Fine Arts Thesis Show - River City - Chicago - EUA
- Four Exhibits/ Midwest - Goodman Quad Gallery - Indianopolis - EUA
1984       
- Como vai você, Geração 80 – Escola de Artes Visuais do Parque Lage (EAV) – Rio Janeiro – Brasil
- 1a Bienal de la Habana - Centro Wilfredo Lam - Pabelón Cuba - Museo Nacional – Havana - Cuba
1983
- Artemicro, The Bath House Cultural Center – Dallas - USA
- El Grabado Latinoamericano - Bienal de San Juan - San Juan - Puerto Rico
- Pintura Como Meio - Museu de Arte Contemporânea [MAC USP] - São Paulo - Brasil
- 17ª Bienal Internacional de São Paulo – Fundação Bienal de São Paulo – São Paulo - Brasil
1982
- Arte e Mulher - Museu de Arte Contemporânea [MAC USP] - São Paulo - Brasil
- Artemicro - Museu da Imagem e do Som [MIS] - São Paulo - Brasil
- Foto Ideia - Museu de Arte Contemporânea [MAC USP] - São Paulo - Brasil

## Principais coleções públicas
Algumas de suas obras fazem parte da coleção das seguintes instituições:
- Museu de Arte Contemporânea da Universidade de São Paulo (MAC/USP), SP. Brasil.[9]
- Museu de Arte Contemporânea de Niterói, RJ. Brasil.
- ARCO - Fundação Arco. Madrid. Espanha    .
- Casa da Cultura de Ribeirão Preto. Ribeirão Preto, SP. Brasil.
- CULTURGEST - Fundação Caixa Geral de Depósitos, Porto. Portugal .
- FRAC Haute Normandie. Fonds Régional d’Art Contemporain. França.
- Fundação Serralves, Porto. Portugal.
- KMM – Kröller Müller Museum, Otterlo. Holanda.
- MAB - Museu de Arte de Brasília. Brasília, DF. Brasil.
- Museu de Arte Moderna de São Paulo (MAM), SP. Brasil.[10]
- MAP - Museu de Arte da Pampulha, MG. Brasil.
- MASP - Museu de Arte de São Paulo, São Paulo, SP. Brasil.
- MuHKA - Museum van Hedendaagse Kunst Antwerpen. Bélgica.
- Pinacoteca do Estado de São Paulo, São Paulo, SP. Brasil.
- UFU - Universidade de Uberlândia. Uberlândia, MG. Brasil.